# Playa de La Caleta (Cádiz)

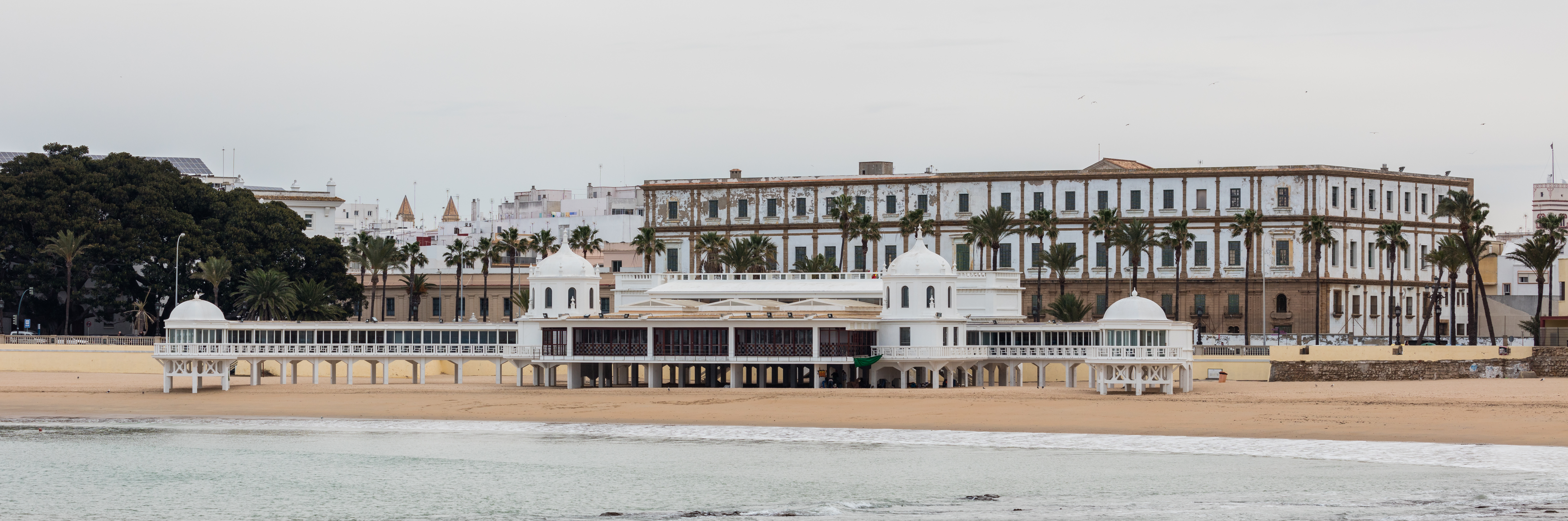
Balneario de Ntra. Sra. de La Palma y del Real.

La Caleta es una playa situada en el centro histórico de la ciudad de Cádiz (Andalucía, España). Fue puerto natural en el que fondearon barcos de fenicios, cartagineses y romanos junto al canal que separaba el archipiélago de las islas (Eritea y Cotinusa) que conformaban Cádiz entonces.

## Estructura
Es la playa de menor extensión de toda la ciudad, y aislada del resto.
Su principal atractivo radica en su ubicación, un escenario que ha inspirado a músicos y poetas como Isaac Albéniz, José María Pemán, Paco Alba, Carlos Cano o Dheformer Galinier. La flanquean los castillos de San Sebastián y Santa Catalina, frente al antiguo Hospital de Mora, la facultad de Ciencias Económicas y Empresariales y junto a la Facultad de Ciencias del Trabajo del Campus de Cádiz de la universidad del mismo nombre, en pleno barrio la Viña. Destaca también su antiguo balneario, actualmente sede del Centro de Arqueología Subacuática de Andalucía.
Ha sido escenario de varias películas de cine, tales como Muere otro día, Alatriste, Manolete y El amor brujo.
Los gaditanos la consideran como uno de los lugares más emblemáticos de su ciudad, siendo tema recurrente en coplas de Carnaval.

## Arqueología
En ella se han realizado diversos descubrimientos arqueológicos, como lingotes y cepos. Estos demuestran la existencia de un canal navegante en épocas fenicia y romana.

## Historia
Cuando los fenicios descubren la actual ciudad de Cádiz allá por el siglo XI a. C., estaba formada por dos islas a las que llaman Erytheia al norte y Kotinoussa al sur, muy adecuadas para construir un asentamiento y separadas por un canal navegable, ideal para un puerto. Con el paso de los siglos, este canal, actualmente llamado Canal de Ponce, se va rellenando por causas naturales (sedimentos y otros materiales arrastrados por el río Guadalete) y como consecuencia de la actividad humana (basuras, escombros, etc.) En las obras realizadas en el edificio de El Olivillo ha aparecido un gran vertedero romano.
Conforme el canal se va cegando, en su boca oeste se va formando la playa de La Caleta.

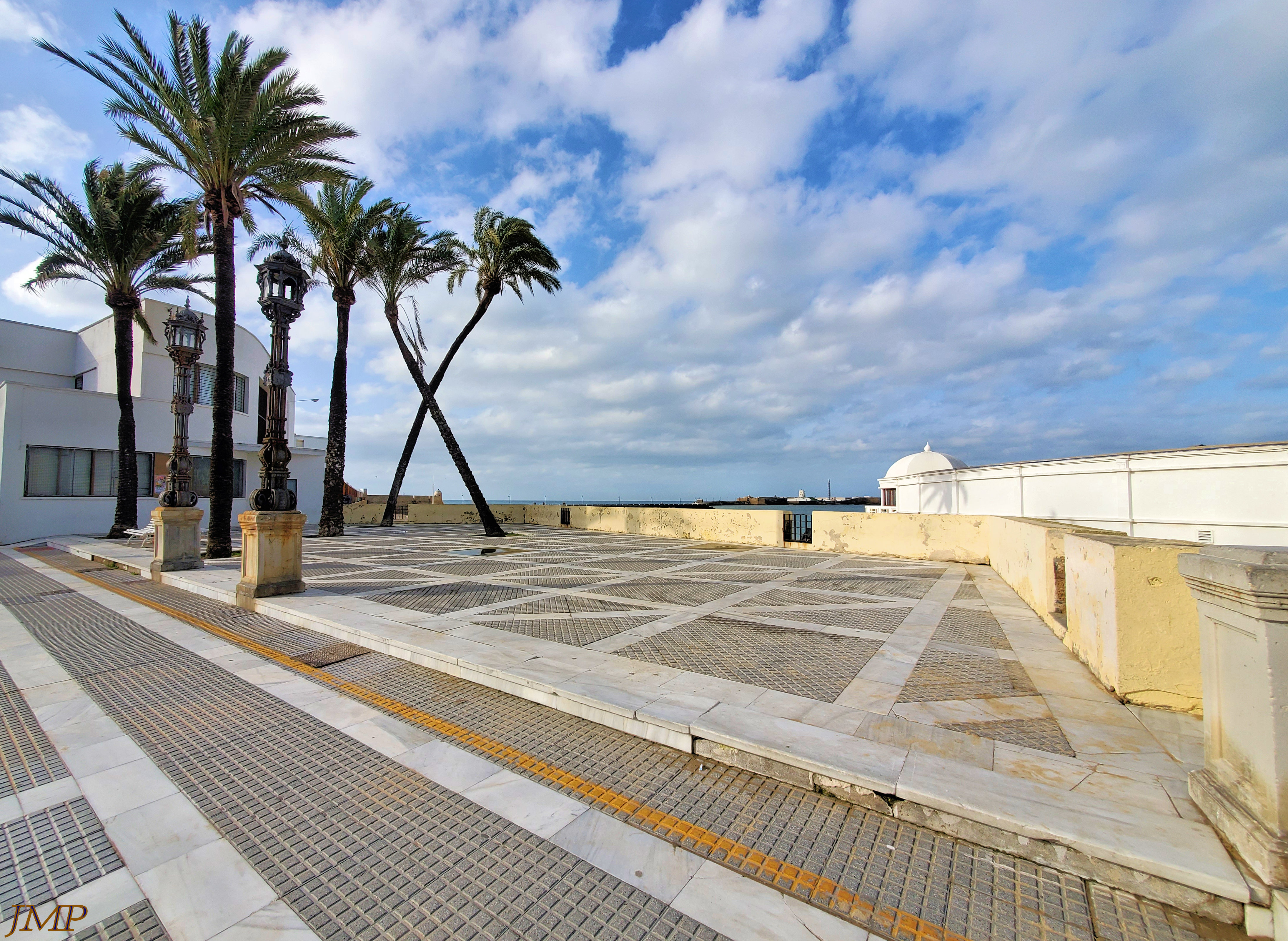
Ubicación del Baluarte de San Pablo.

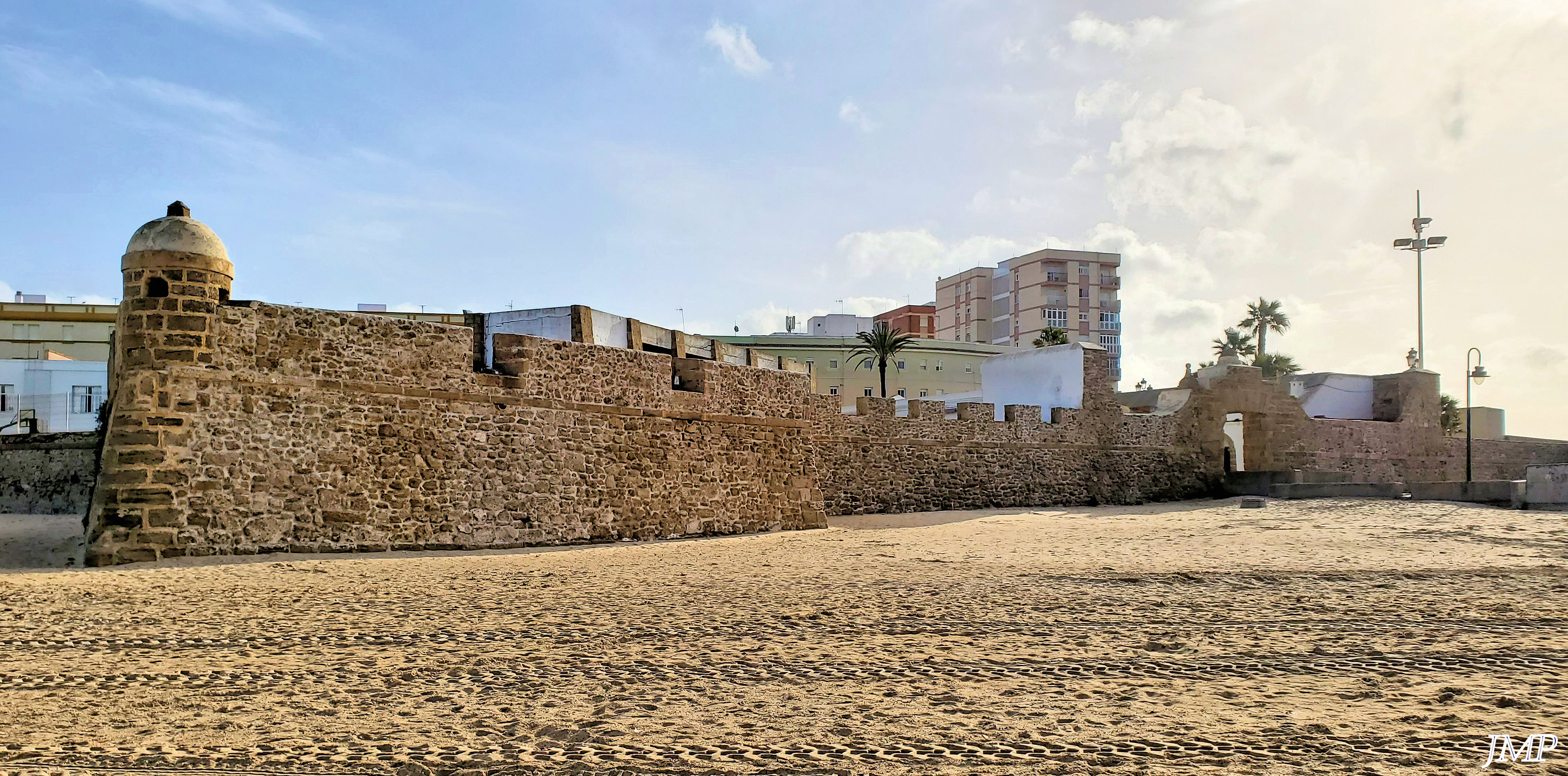
Baluarte del Orejón y Puerta de La Caleta.

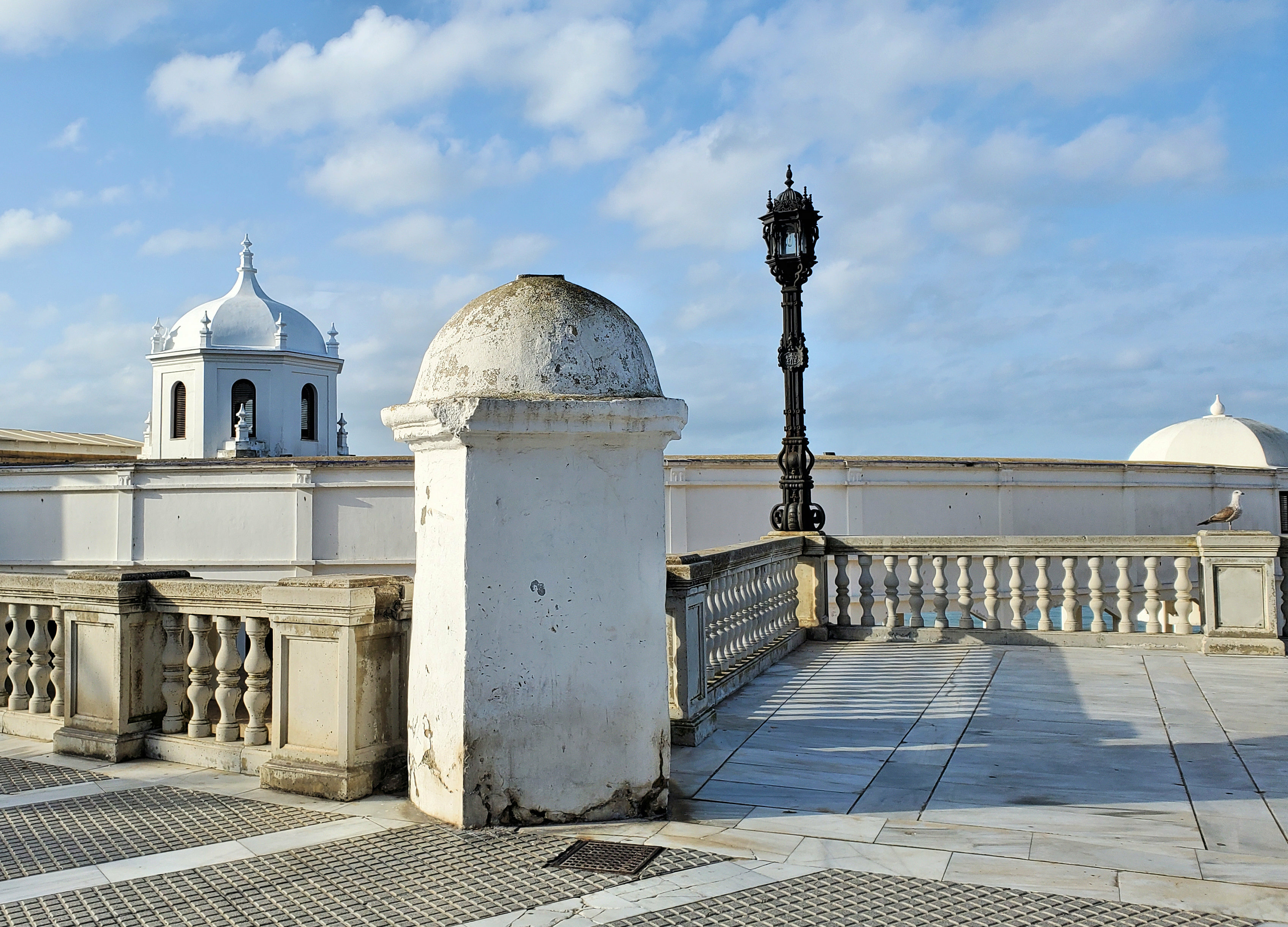
Ubicación del Baluarte de San Pedro.

En la punta de Kotinoussa hay constancia de edificaciones y faros desde la época fenicia, incluyendo un templo a Kronoss-Baal Hammon y una ermita a San Sebastián, construida en 1457 por marinos venecianos de un barco que se quedó allí en cuarentena con la peste. Actualmente se encuentra el San Sebastián (1706), y en él, el faro de Cádiz. El anterior al actual, de mampostería, fue derribado en 1898 por motivos tácticos en la guerra contra EE. UU. (podían localizarlo y facilitar un ataque a Cádiz). En la primera década del siglo XX se decide construir otro que fuera fácilmente desmontable y se hace de estructura metálica (único en España). Aunque se terminó en 1910, para que funcionara con electricidad (es el segundo de España) hubo que esperar hasta 1913 para ponerlo en funcionamiento.
Tras la terrible invasión anglo-holandesa a Cádiz en 1596, se decide fortificar la ciudad, rodeándola de murallas y construyendo varios baluartes defensivos a lo largo del siglo XVII. La playa sigue rodeada de esa muralla y se conserva la Puerta de La Caleta, que forma parte del baluarte del Orejón, y a su derecha se encontraban el de San Pablo y más adelante el de San Pedro, del que todavía queda una garita.
A finales del siglo XVIII, por motivos militares, se necesitaba que los barcos que fondeaban en La Caleta pudieran acudir rápidamente a la zona del Campo del Sur, y en 1797 se excava un canal recto navegable incluso en marea vacía, aún en uso, que evitaba que tuvieran que dar toda la vuelta al castillo de San Sebastián.
Por entonces el acceso por tierra al castillo solo se podía hacer en marea vacía. Cuando se excava el canal, para poder cruzarlo se hacía mediante puente levadizo.
En 1860 se mejoran las defensas del castillo y se construye un malecón para unirlo permanentemente a la ciudad desde la puerta de La Caleta, actual paseo Fernando Quiñones. En su inicio cuenta con tres arcos que comunican ambos lados de la playa (hoy en día soterrados de arena) y una “resbalaera”, después el Puente Hierro, llamado así porque fue de este metal hasta principios del siglo XX, después el Puente Canal, sobre el canal comentado antes, y al final el puente de acceso al castillo, que sustituyó a un puente levadizo sobre el foso. Entre los puentes se emplaza un mareógrafo, en uso hasta 1986, para medir la altura de las mareas. En 2016 es restaurado.
En la punta de Erytheia se encuentra el Castillo de Santa Catalina, la primera de las fortificaciones levantadas para defender la ciudad justo después de la invasión anglo-holandesa, después prisión militar hasta finales de los 80 y hoy centro de actividades culturales.
Aunque la zona se ha usado desde los fenicios hasta nuestros días como puerto natural, pesca y marisqueo, a principios del siglo XIX se levanta el Balneario del Real (estructura de madera) como alternativa de ocio. Tras un siglo de uso estaba en tan mal estado que la Diputación manda derribarlo y construir uno nuevo ya de mampostería, que se inaugura en 1926 con el nombre de Balneario de Nuestra Señora de La Palma y del Real. Siendo usado para diversas actividades relacionadas con el baño, restauración e incluso como escuela, en 1975 es declarado en ruinas y está a punto de ser demolido, hasta que en 1990 es declarado Bien de Interés Cultural por la Junta de Andalucía y es restaurado, siendo actualmente Centro de Arqueología Subacuática.
En 1959 se funda el Club Caleta, dedicado a distintas actividades de ocio marítimas, sobre todo, la pesca. En 1990, para recuperar la zona de playa que ocupaba, se le realizan importantes obras: sus instalaciones pasan a situarse dentro de la muralla y se construye una dársena y nuevos accesos.
A mediados de los 70 comienza la construcción de un espigón para uso de la Escuela Náutica, situada enfrente, pero el proyecto choca con la fuerte oposición del pueblo por su gran impacto paisajístico y medioambiental, que consigue paralizar y cancelar la obra. En 1982 se termina de demoler lo construido.
La muralla que aún flanquea la playa (de unos 8 metros de altura sobre el nivel del mar) hace que esta se encuentre por debajo del nivel de la ciudad. En 1991 se realizan dragados en zonas de acceso al muelle para aumentar su profundidad, y la gran cantidad de arena que se va extrayendo se va depositando en las playas. En La Caleta se consigue subir la arena más de 1,50 metros sobre la altura anterior, lo que permite una zona seca más amplia incluso con marea llena, pero quedan enterradas las zapatas de los pilares del balneario y, sobre todo, los tres arcos del principio del malecón.
Desde hace casi 40 años, como fiesta de despedida del verano, a finales de agosto se celebra en la playa el Entierro de la Caballa, donde se saca en procesión y prende fuego a una figura de una caballa con su correspondiente piriñaca, con actuaciones de grupos de carnaval.

## Las piedras de la Caleta
Una de las cosas que hace a esta playa tan peculiar es que cada una de sus piedras tiene nombre propio, por ejemplo: la piedra cuadrá, la piedra reonda, la palangana, la piedra del erizo, la puntilla, la laja, etc.

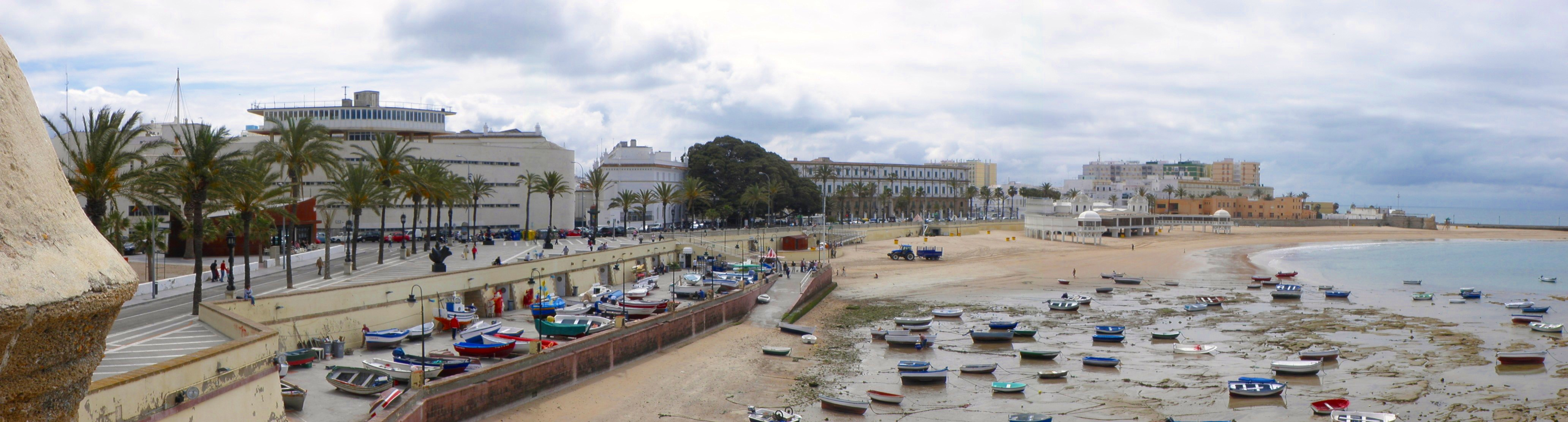
Panorámica de La Caleta, con las facultades de la Universidad de Cádiz al fondo, y sus dos ficus centenarios.

## Obras previas al Bicentenario de 1812

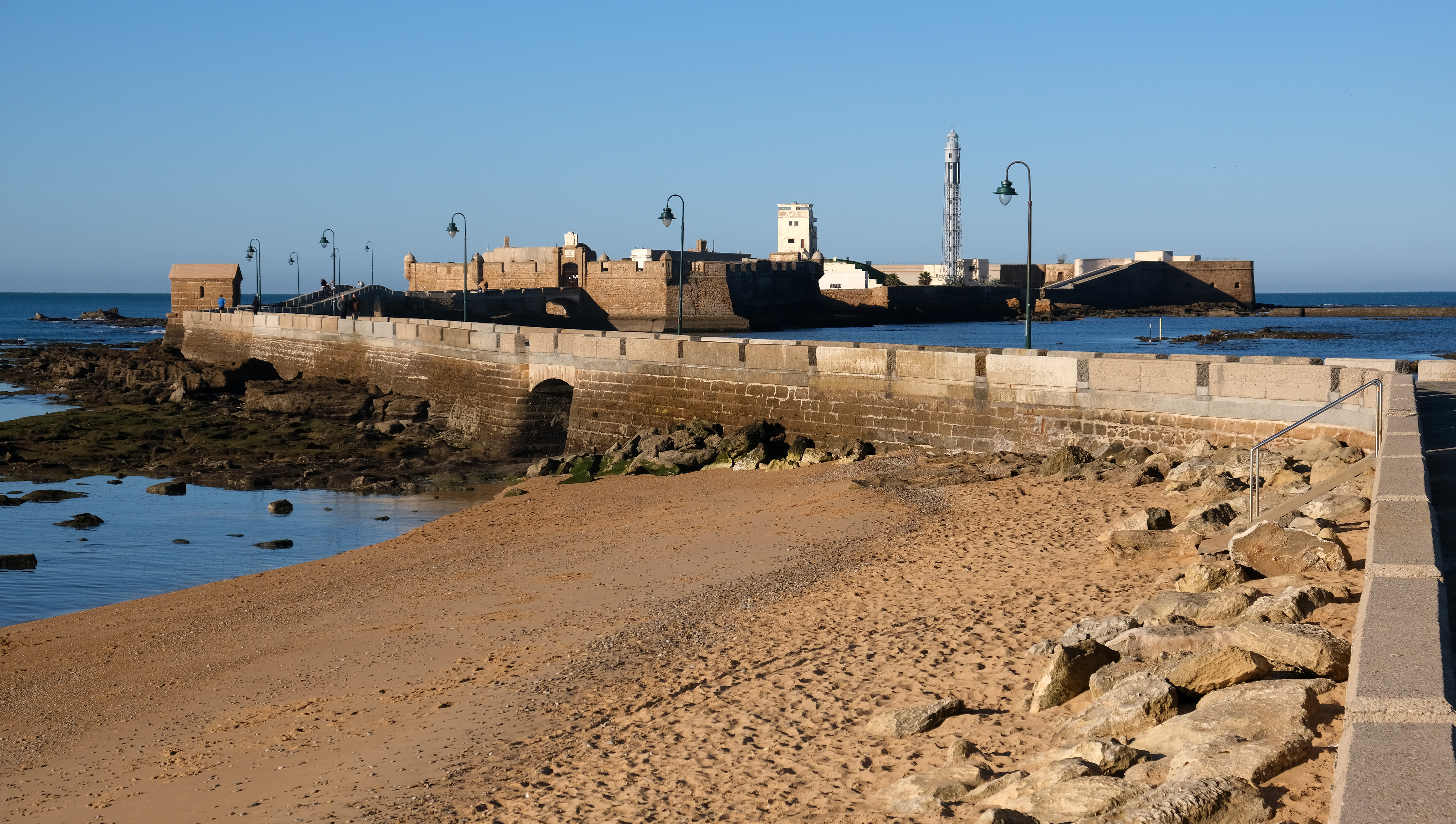
Castillo de San Sebastián

En los años anteriores a la celebración del Bicentenario de la Constitución de 1812, pende sobre la Caleta la amenaza de unas obras impulsadas desde el Consorcio del Bicentenario de la Constitución de 1812. Dichas obras incluirían, siempre según el proyecto original, publicado en el BOP de Cádiz, una ampliación, con cuatro puntos de cruce, del Paseo Fernando Quiñones (que es el camino que conduce hacia el San Sebastián), derramando cemento sobre la piedra ostionera, y un muelle para embarcaciones de hasta 15 metros de eslora en la cara Norte del susodicho castillo, con el consiguiente dragado.
Estas noticias fueron contestadas con múltiples manifestaciones públicas por parte de catedráticos y profesores universitarios y sobre todo a través de la movilización de la Plataforma Salvemos la Caleta, que consiguió en el escaso margen de una semana, alrededor de 1600 alegaciones contra el proyecto del muelle, y que lleva recogidas ya más de 4000 firmas en el intento de proteger la playa y su entorno paisajístico, biótico y cultural a través de la declaración de la misma como monumento natural Protegido.
Finalmente, no se produjo ninguna obra de modificación de la estructura de la Playa de la Caleta.

## Biodiversidad

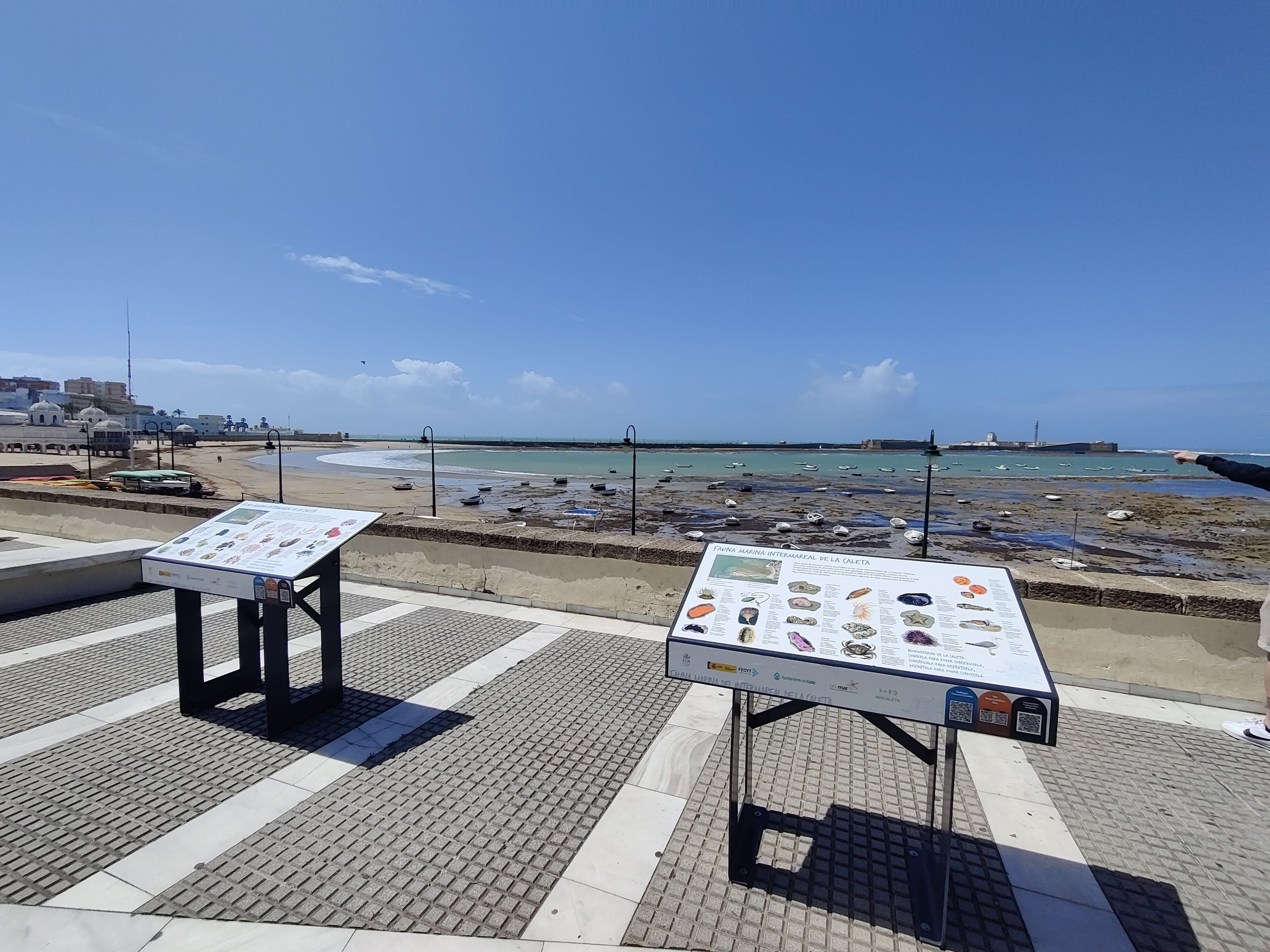
Fauna

En 2019, una investigación del llamado proyecto «BioCaleta» por la Universidad de Cádiz, se identificaron 294 especies animales y otras 88 de flora (algas).